# Javier Antón
Javier Antón (Santurce, Vizcaya, 25 de marzo de 1980) es un actor español conocido por sus obras en Vaya semanita (por el personaje de El Jonan de Baraka) y en Euskolegas por Alex Ufarte, el donostiarra, también por interpretar a Satur en Ciega a citas (serie de televisión).

## Filmografía
- Obaba (2005)
- La biblioteca
- No temas el invierno
- Café solo
- La noche Escorpión
- Delfines de plata (2023)[1]

## Televisión
- Allí abajo (2019) como Asier
- La que se avecina (2019) como Íñigo
- Euskadi Movie (2014)
- Ciega a citas (2014) como Sátur
- Con el culo al aire (2013) como Roberto
- Vaya Semanita Cambio Radical (2011 - 2012)
- Zoombados (ETB)
- El show de… (ETB)
- Campus (2000)
- Euskolegas (2009)
- Vaya Semanita (2005 - 2011)
- ¿Me Conoces? (2014)
- Y punto... (2019 - )
- Vaya Semanita (2024 - )[2][3]

## Teatro
- Cocidito madrileño
- El príncipe y la corista
- A tres bandas
- Los babiosos
- La pequeña Lola
- Gaviotas Subterráneas
- Bilbao, Bilbao
- El largo adiós
- Porno
- Usted
- Muchas noches, buenas gracias
- El ministro
- La función que sale mal (2024)

- Javier Antón en Internet Movie Database (en inglés).